# Vũ Cao (trung tướng)
Vũ Cao (1927- khoảng tháng 6-7 năm 2011) tên thật là Vũ Đức Cao, là một sĩ quan cấp cao trong Quân đội nhân dân Việt Nam, hàm Trung tướng, nguyên Cục trưởng Cục Tác chiến Bộ tổng Tham mưu; Phó Tư lệnh kiêm Tham mưu trưởng Quân đoàn 4 (Binh đoàn Cửu Long).

## Thân thế và sự nghiệp
Ông sinh tháng 6 năm 1927 tại xã Xuân Phú, huyện Xuân Trường, tỉnh Nam Định.
Từ tháng 7 đến tháng 8 năm 1945, ông tham gia Việt Minh, giành chính quyền ở huyện Giao Thủy, Xuân Trường, Lạc Quần, Nam Định.
Từ tháng 8 năm 1945 đến tháng 11 năm 1946, ông là Chiến sĩ Đại đội 3 Chiến khu Lạc Quần.
Từ tháng 12 năm 1946 đến tháng 6 năm 1948, ông là Tiểu đội trưởng, Trung đội trưởng bảo vệ Kho Quân giới, thuộc Trung đoàn 19, 34.
Từ tháng 7 năm 1948 đến tháng 8 năm 1949, ông là Chính trị viên Đại đội, bảo vệ Công binh xưởng, Kho Quân giới Liên khu 3.
Từ tháng 9 năm 1949 đến tháng 5 năm 1951, ông là Đại đội trưởng Đại đội 18, Đại đội 64, Tiểu đoàn 632, Trung đoàn 34.
Từ tháng 6 năm 1951 đến tháng 5 năm 1955, ông là Phó Ban Tác chiến Trung đoàn 45, Tiểu đoàn phó Trung đoàn 45.
Tháng 6 năm 1955 đến tháng 11 năm 1958, ông là Cán bộ khung Trường Sĩ quan Pháo Binh (400).
Từ tháng 12 năm 1958 đến tháng 9 năm 1964, ông là Trợ lý Tham mưu Bộ Tư lệnh Pháo binh 351.
Từ tháng 10 năm 1964 đến tháng 9 năm 1966, ông là Phó phòng Nghiên cứu khoa học Bộ Tư lệnh Pháo binh 351, Tham mưu phó Lữ đoàn 364.
Tháng 10 năm 1966 đến tháng 7 năm 1971, ông là Trợ lý Pháo binh Quân khu 4, Trung đoàn phó Trung đoàn 271, Trung đoàn trưởng Trung đoàn 166 Quân khu 4.
Từ tháng 8 năm 1971 đến tháng 11 năm 1972, ông là Phó phòng và Trưởng phòng Pháo binh Quân khu 4.
Từ tháng 11 năm 1972 đến tháng 2 năm 1979, ông là Phó Sư đoàn 341 Quân đoàn 4, Sư đoàn trưởng Sư đoàn 341, Quân đoàn 4.
Từ tháng 3 năm 1979 đến tháng 5 năm 1985, ông là Tham mưu trưởng Quân đoàn 4, Phó Tư lệnh Tham mưu trưởng Quân đoàn 4
Từ tháng 5 năm 1985 đến tháng 7 năm 1991, ông là Phó Cục trưởng Cục Tác chiến Bộ Tổng tham mưu.
Từ tháng 9 năm 1991 đến tháng 10 năm 1997, ông là Cục trưởng Cục Tác chiến Bộ Tổng tham mưu.
Tháng 10 năm 1997, ông nghỉ hưu.
Thiếu tướng (12.1984), Trung tướng (06.1992). 

## Khen thưởng
Huân chương Độc lập hạng Nhì
Huân chương Quân công (hạng Nhì, hạng Ba)
Huân chương Chiến thắng hạng Nhì
Huân chương Kháng chiến chống Mỹ hạng Nhất
Huân chương Chiến công hạng Ba
Huân chương Chiến sĩ vẻ vang (hạng Nhất, Nhì, Ba)
Huân chương Hữu nghị Campuchia hạng Nhất
Huy chương Quân kỳ quyết thắng
Huy hiệu Vì thế hệ trẻ
Huy hiệu vì nghĩa vụ Quốc tế
Huy hiệu 50 tuổi Đảng